# Mohamed Kamara (football, 1987)
Pour les articles homonymes, voir Mohamed Kamara et Kamara.
Mohamed Kamara, surnommé Medo, né le 16 novembre 1987 à Port Loko, est un footballeur international sierraléonais. Il joue au poste de milieu de terrain.

## Biographie
Avec les clubs du HJK Helsinki et du Partizan Belgrade, il participe à la Ligue des champions et à la Ligue Europa. Avec le HJK, il inscrit un but en Ligue des champions face au Partizan Belgrade, et un but en Ligue Europa contre le club lituanien de Vėtra.
Il remporte deux championnats de Finlande avec le HJK Helsinki et trois championnats de Serbie avec le Partizan Belgrade.

## Palmarès
- Champion de Finlande en 2009 et 2010 avec le HJK Helsinki
- Vainqueur de la Coupe de Finlande en 2008 avec le HJK Helsinki
- Champion de Serbie en 2011, 2012 et 2013 avec le Partizan Belgrade
- Vainqueur de la Coupe de Serbie en 2011 avec le Partizan Belgrade
- Champion du Koweït en 2017 et 2018 avec le Koweït SC
- Vainqueur de la Coupe du Koweït en 2017 et 2018 avec le Koweït SC